# ケータイ小説

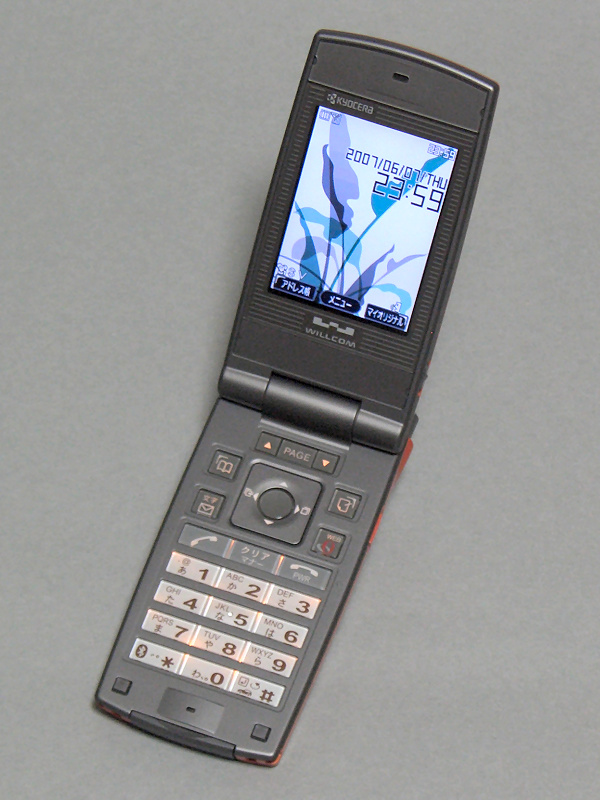
ケータイ小説ブーム期の携帯電話（参考写真）

ケータイ小説（ケータイしょうせつ）とは、携帯電話（特にフィーチャーフォン）を使用して執筆し閲覧される小説（オンライン小説、電子書籍）である。
PCを用いて執筆されることもあるが、多くは携帯電話を使用して執筆され、多くのケータイ小説サイトは携帯電話以外からのアクセスも可能である。スマートフォンの普及で厳密にこのジャンルが「ケータイ」小説ではなく、インターネット小説の一形態でこの語をあえてほとんど使うことはないとするケータイ小説編集者もいるが掲載サイトでは独特の形態が形成され、読者にネット上を中心に使われている。
携帯電話からのブラウジングを明確に意識した小説を、独自に発表したという意味においてYoshiが祖であると言われる。ケータイ小説はゼロ年代に誕生した若者文化として注目され、文学・社会学・教育・マーケティング論・メディア研究など各種方面から言及された。

## 発生から現状までの経緯

### 発生以前のネット上の小説
1980年代にパソコン通信が普及して以降、アマチュアの作家が自身の執筆した作品をオンライン上で公開するオンライン小説というジャンルが誕生し、一般の書き手（アマチュア作家）による投稿（発表）と読み手からの感想・批評が相互に行われた。パソコン通信のブームが去った後は、ネット上の小説投稿サイトにその舞台が移った。しかし、当時はまだPCサイトでのオンライン小説から、後述のケータイ小説書籍のヒットに匹敵するような爆発的なブームは起きていなかった。

### ケータイ小説の誕生
21世紀になってから（2001年以降）は、携帯電話による通信が生活に密着したレベルで飛躍的に普及し、日本では2000年代前半に既にインターネット接続機能（携帯電話IP接続サービス）が一般化したことによって、場所を選ばずに大規模な電子コミュニケーションが可能となった。当時の日本の若年者層においては、幼くして高度に発達した"ケータイ環境"が存在するようになり、そのような中で、「ケータイ」で表現し「ケータイ」で読むというケータイ小説が受容されていくようになる。
当時の携帯電話のインターネットはcHTMLによる制限されたインターネットであり、PCに比べ、制約と制限が伴った。携帯から利用できるSNSやブログの登場といった、若年層を中心に広がる携帯電話コミュニティ文化の興隆、および魔法のiらんどのブック機能にみられるような入力支援機能などの実装が一助となった。
ケータイ小説の始祖ともいえるのがYoshiが個人サイト上で連載していた『Deep Love』であり、これが出版・シリーズ化されベストセラーとなった2002年から2005年頃までが「第一次ケータイ小説ブーム」とされる。2003年から2004年にかけては、「ケータイ小説の女王」ともいわれるプロ作家の内藤みかによる『いじわるペニス』『ラブ・リンク』がケータイ小説として有料配信され、ヒットしている。

### ケータイ小説のブーム
その後、第一次ブームのときとは違い、無料ホームページ作成サイトの魔法のiらんど上での素人による小説投稿のブームが発生し、そこからchacoの『天使がくれたもの』を皮切りに美嘉の『恋空』やメイの『赤い糸』といった作品が人気となり、やはり書籍化されるとベストセラーとなった（魔法のiらんどへのアクセスが急増した背景には、当時パケット定額制が普及したことがあると考えられる）。これらのように、実話を元にしたとされる素人によるケータイ小説は「リアル系」・「実話系」・「素人系」ケータイ小説などと呼ばれ、ケータイ小説を巡る言説では、リアル系ケータイ小説のことを単にケータイ小説と呼んでいることが多々ある。また『恋空』は映画化作品もヒットした。これが2006年以降の第二次ケータイ小説ブームとされる。2007年のトーハン調べの文芸書のベストセラーランキングではトップ3をケータイ小説書籍が独占し、トップ10の中にも5作品が食い込んでいる。第一次のときはブームといってもほぼYoshiによるもので内藤などは既にデビューしていたプロ作家であり、ネット発の小説が市場で初めてブームとなり、第二次のように複数の素人による作品がブーム化してメディアで注目されのは初めてだった。
ケータイ小説がブームになった頃は実際に誰が愛読しているのかはっきりせず、マーケティングの文脈において「統計上は大ヒットしているが売れているという実感の伴わない商品」の例として挙げられたこともある。
ケータイ小説ブームのきっかけをつくった作品は『Deep Love』といえるが、この作品の当時の読者とその後ブレイクしたリアル系ケータイ小説書籍の読者層はリンクしていないと見る編集者もいる。また、『Deep Love』の作者であるYoshiは男性作家であり「ふだんあまり小説を読む習慣がない10代」を読者として想定し戦略的に執筆を行ったが、その後のリアル系ケータイ小説の作家は大半が女性であり、「書きたい、読んでもらいたい」といった純粋な動機から執筆をしており戦略的な意図をもっていないケースが多い。飯田一史がスターツ出版へ取材したときにはYoshiのケータイ小説を読んで執筆を始めた人もおり、ケータイサイト上では重複していないが多かったが書籍の読者は一部に重複がみられたと回答されている。
この頃のヤンキー文化とケータイ小説は繋がっており、泉子・K・メイナードはともに本流を拒絶して反体制的な態度がよくみられ、ともに進学や出世志向ではなく、純文学のような権威ではなくサブカルチャーとしての文芸なのがケータイ小説で、上昇志向ならヤンキーではなくケータイ小説とも無縁だと指摘した。
ケータイ小説の流行がはじまったころは文壇からは黙殺された状態で、サブカルチャー情報誌に特集が組まれる程度であったが、ケータイ小説の書籍化作品が売り上げランキングで上位を占め無視できない存在になると、『文學界』で座談会が組まれるなど文壇からケータイ小説への言及がはじまった。そしてその後、インターネット上などで識者・インテリ層を中心にバッシングがおこった。
ケータイ小説に対する批判の主な内容は、短絡的・類型的なストーリー展開、語彙の少なさや文章表現の稚拙さ、投稿される際の推敲の不十分さ、安易な性的・暴力的描写などである。
小説家・著述家の本田透は、文学において新しいジャンルが興隆したとき、「まず黙殺し、次に否定し、そのあと制度内にそのジャンルを取り込もうとする」という、かつて漫画やライトノベルが辿ったのと同じ流れをケータイ小説はなぞりつつあるし、ケータイ小説についても「制度への取り込み」が始まる可能性を示唆した。小池未樹と嵯峨景子は昭和初期に吉屋信子の『女の友情』を酷評した小林秀雄と通ずる点もあり、女性向けコンテンツが男性向けより下に見られている傾向があり、文学や批評が男性中心に作られたことで女性向けへの言及がされ難くく、小林のようになんとなく立腹する、自分のリテラシーでは読めない作品がヒットしたことへの苛立ち、ベストセラーになったことが我慢できず、語るのが難しいとしながらもレイプや妊娠、不治の病の詰め合わせでそれらを軽く扱っていることが一番許し難かったのではないかとみている。飯田一史も2010年代以降のなろう系への批判と比べて強いバッシングがあったのはミソジニーによるもので年長者中心の規範とは違う価値観、流れによるものだったのに加えて当時の電子書籍市場が小さかったため、ケータイサイトで売れるとなっても紙の書籍に比べれば収益が得られない感覚から、ケータイやネット発の小説や書籍を蔑んだり敵としてみたり軽く扱ったりする空気が生まれたとみている。また大宅壮一が文壇は素人と玄人を判断して素人が社会現象を起こそうものなら難癖を付けて外来者が侵入するのを防いできたが、文壇で評価されなくても芸術性が欠けていても面白いと感じれば読者の人気を得られ、素人でも文壇以外で地位を築いていっていることに言及しており、ケータイ小説などネット小説も同じであるとする。そして児童文学やヤングアダルト小説では情報、心理描写がなく次々に事件が展開される出来事と会話メインの文章であり、赤木かん子は心理などの描写がなく事件や会話を追えば読める小説こそフィクションだけでなくリアル系しか読まない、読めない子も好む例外であるとしており、実話を元にしているとされ文章もかなり簡潔な物語なら支持されるのは必定とも言えるが、2000年代のケータイ小説の言説ではリアル、実話、内面のなさにおいてはヤングアダルトや児童文学の経験則が無視されていた。

### 沈静化
2008年からは紀伊国屋書店年間ベストセラーランキングのトップ100にも入らない作品が増えたため、ブームは過ぎたと見られた。『日経エンタテインメント!』の永江朗は、そもそもブームは一時的なものなので1、2年たてば、市場が冷めてくるのは当然であると述べた。永江はブームは過ぎた要因はいくつかあるが、中でも読者対象であった女子中高生に飽きられたことが大きいと分析している。話題性から1冊は購入してみたものの、それ以上何冊も買って読むには至らず、リピーターを生むような引き付け方が出来なかった。結果、マーケティング全体に行き渡ったところで、ブームが終わった。しかし、ブームが去った後もケータイ小説を原作とした映像作品は次々に制作されているため、ブームの再燃を期待する声も業界内にはあり、今後もこの市場の動向は注目すべきだろうとしている。ケータイ小説書籍の売り上げが2008年から落ちているのは、魅力的な作品がほぼ出版されつくしたからだという意見もある。
ブームが沈静化したこの2008年頃から、ケータイ小説に言及する書籍や論文が増え始め、ケータイ小説を新しい文学の波として賞賛・歓迎するような言説もみられるようになる。ただし、日本文化研究者のジョナサン・エイブルは、ケータイ小説が新たなリアリズムを表現しているといった主張は誤りであり、プロレタリア文学から派生したルポルタージュ小説の存在などを考えればわかるように、過去にも自身の新しさを強調して登場したリアリズムが存在したことを忘れていると述べている。その後、ケータイ小説が議論の俎上に載せられること自体も減少していったが、ジャンルとして消滅したわけではなく、地方を中心にその市場は依然として残っている。

### スマホ化とオタク化
2008年にiPhoneが日本での発売を開始し、スマートフォン時代が始まった。
ブーム沈静化以降は、実話テイストのあるリアル系作品よりもオタク的な感性のもの（あるいはファンタジーもの）の割合が増え、主人公の少女が「俺様系王子」や「不良男子」に助けられて付き合い始めるといった作品がケータイ小説サイトのランキングに頻繁に入るようになっていく。
2011年頃になると、高機能携帯電話スマートフォンの普及に伴ってスマホ小説が浸透していき、ケータイ小説と同様に素人による作品投稿が大部分を占めた。ケータイ小説では、後述するように従来の携帯電話（いわゆるガラケー）の比較的小さなディスプレイでの表示を前提とした簡素な文体になっていることが多いが、より大きなディスプレイを備えたスマートフォン向けのスマホ小説ではそういった制約が無いため表現の幅が広がっていった。それにより画面サイズをあまり気にせず一行が長くなり一般小説の表現に近付いていくようになり、画面を活かすためにイラストなどで演出効果をもたらす作品も増えた。主な対象を子供とする野いちごに大人の女性の投稿が増加、その内容は大人の恋愛が少なくなったことから住み分けのために2011年10月にBerry's Cafeを開設、第二次ブーム時に大人の投稿者は存在したがそこから数年経って目立つようになった。
また、スマホへの移行に伴い、従来から存在するPCベースの小説投稿サイト（小説家になろうなど）との境界が消滅しつつあることから、ジャンルとしての「ケータイ小説」は衰退し、最終的に電子書籍に吸収されることが予想された。
2010年代初頭以降もヒット作を続けて出すことができたのは野いちご程度で、魔法のiらんどはアスキー・メディアワークスに買収されたことで出版が同社優先となり（他社から出すときはサイトの名を使えず、魔法のiらんどの筆者のページで宣伝することも規約で不可）、第二次ブームとともに同サイト発作品の存在感は急速に衰えていき、スターツ出版とは逆に作品ラインナップや出版形態と時代に適応させられずに2018年3月をもって魔法のiらんど文庫から一時撤退した。角川歴彦はサイトへ手を差し伸べようとしていたが独占を狙って自滅、スターツ出版とは2000年代半ばまで盟友、以降はライバルとしてジャンルのシーンを彩ったが2010年代になって明暗が分かれた。
ネットメディア「ねとらぼ」は、ケータイ小説が急速に廃れた背景として、スマホが登場するもケータイ小説サイトの多くが機種に対応していなかったため閲覧数が減少、「代用品」がたくさん生まれた点を挙げ、ケータイ小説に大きな影響を与えた浜崎あゆみに代わって音楽界に若者のリアルよりもみんなで楽しむタイプの出現、Twitterの登場で身内や地元だけの繋がりから他の新しい世界に目を向けるようになったとしている。
小池未樹は、上記のねとらぼなど急速に廃れたとすることに反論する形で、ブームは完全に終わりミリオンヒットが今後出る可能性も低いが、2017年時点の魔法のiらんどの月間ページビューは15億で「小説家になろう」と同等、書籍化も毎月一定量行われているとし、廃れたり風前の灯火とする論調を否定、簡単に過去のものとなったとする風潮になってしまうのは年齢を重ねて対象年齢より上になり関心が下がった、視界に入らざるを得ないほどの物量で見かけることはさっぱりなくなった、ねとらぼでは東京都内の女子高校生に読んでもらって感想を聞いているが本来の読者層は地方がメインとして、ブームは終わったが内容の質は過去より上昇して定着した文化になったとした。

## ケータイ小説の特徴

### 文体の特徴
ケータイ小説を語る上では、しばしば内容だけでなくその文体が関心の的となる。ケータイ小説の文体には、以下のような特徴が見られる。
- 改行が多い[51][52]
- 一文一文が短い[53][54][55]
- 会話が多い[53]
- 横書きである[53]
- 情景描写・心理描写が少ない[56]
- 顔文字・記号・半音（「ゎ」など）の使用[57]
- 主人公の主観視点[58][59]・意識の流れ的記述[57]

改行を多用することにより余白が多く生まれることになるが、これは実際にケータイの画面上で読んでいるときのスクロール速度を想定して適当な「間」をつくるために行われている。場合によっては空白のページを1つ挟むこともある。
文章の末尾に句点をつけず、改行やスペースによって文章の区切りを示すこともしばしば行われるが、これは歌詞や漫画のふきだしでの表記でみられるもので、ケータイ小説の文体はこれらから影響を受けている面がある。中には絵文字が使われる作品も存在するが、ケータイ小説全体の中ではそれほど多くは使用されていない。
これらの文体上の特徴のうち横書きであったり文章が短いといった部分は携帯電話というデバイスの特性によるものであり、会話ばかりで描写が浅いといった部分は若年の素人の書き手が直接サイト上に投稿するシステムの特性によるものである。また一文が短いのは考えや感情の流れを思ったそのまま示しているからで、泉子・K・メイナードは東浩紀の言う、ケータイのメールでは人は理念やシンボルでは繋がれないが情報回路のみは繋がれる可能性を用いて、詳しい話よりなんとなくな繋がり、共感や感情に重きを置いているのがケータイ小説の一文の短さにもそのまま影響しているとする。
情景描写が少ないのはケータイ小説はスピーディーな展開が多いためその結果である。絵本作家の相原博之は、1995年以降に日本のサブカルチャー領域を中心に台頭したとされるセカイ系と呼ばれる作品類型を、「「私=キャラ」が客観的な中間項のすべてを呑み込むように肥大化し、ついには世界そのものと同化してしまう」ような作品である捉えなおし、客観的な情景描写が欠落し主観的な独白や会話文であふれたケータイ小説の文体はまさにそれにあてはまっていると述べている。泉子・K・メイナードはセカイ系作品におけるキミとボクの関係性がケータイ小説のワタシ/アタシとカレシの関係と共通し、それは特定の中間項と繋がることはあっても社会的な流れからは切り離されているのも同じで両ジャンルにある社会に対する関心の無さはポストモダンの影響を指摘、また主人公が無力ながら立ち向かって小さな偶然から結実させる点も共通して多いことを挙げている。瀬名秀明は200、300文字程度まで表示する一画面では感情の起伏や山場がを書くには足りず、一瞬で何かを感じさせる必要があり、セオリーによる感情表現でないと読者が付いて来られず、ケータイ小説で表現できるのは喜怒哀楽のような単純な感情が向いているが、読めば感動はしても動物の本能のようでカタルシスとしてはいいが複雑な感情、主人公への感情移入やそういう人生もいいかもしれないと思わせるのは難しいのではないかとしている。
ゴマブックスは日本の名作文学を横書きにするなどケータイ小説に近い文体に直して出版している。評論家の福嶋亮大によると、インターネット上でもケータイ小説の文体を模倣する遊びが行われることがあるなど、既存の物語に対する変換装置として文体が機能しているともいえる。ケータイ小説の文体は、日本語の可塑性の高さの極限を表しているとみることもできる。
後述するように、人気が出た作品は書籍化されることもある。この場合、日本語の出版小説の一般的な体裁（縦書き、右開き）をとらずに、横書きで左開きという特殊な体裁（ノートと同じ）で出版される。ただし、書籍化するときに縦書きに直すことを望む著者もいる。2009年にケータイ小説文庫が創刊されてからは縦書きが主流となり、2019年時点ではローティーン向けの一部を除いてほとんどの作品は書籍化の際は縦書きになっている。
小池未樹はケータイ小説の条件に物語がポエム調の文章で始まることを挙げ、他の場面でもあるこの場合のポエムは詩人の詩とは違い、何かを語っているようで何も語っていない抽象的な文で、具体的な固有名詞ができるだけ削られたケータイ小説には相性が良く、その結果による「私の物語でない、と思わせる要素を極限まで除去した、安全な世界」の物語であるとの見方を示した。また嵯峨景子はヒロインの虚無感、孤独の様がどこか心地よく内面描写がないと否定的にみられているのとは違い、小池は深みがない意味で内面描写がないと言われるが精神が発達途上の子からするとその方が助かり、自分と近い印象を持つと肯定している。
従来の小説の作話は決まった語り手視点であるべきとされ、一人称と三人称が混ざることは回避されるべきと考えられていたがケータイ小説は語り人称の混用がされており、泉子・K・メイナードは『恋空』を例に筆者は読者に向けて昔からの友達に話すようにしながらも三人称語り視点で一定の距離を置いた物語のようにも描いているとみる。またカッコが付けられた会話が多いだけでなく語りでも会話しているような文章で語り手が時折垣間見えながら読者に話しかける会話性になっているとしている。
ケータイ小説家には携帯電話で書いていたのを一旦パソコンでやり始めてたところ、ケータイ小説らしいリズムにならず携帯電話で再び書き始めたという者や作文はパソコンの方が慣れているがそれで小説を執筆すると一文が長くなってしまい、携帯電話で閲覧すると読みづらくなってしまうため書くのは携帯電話にしたという者がいた。

### 内容の特徴
ジャンルとしてはSF・ファンタジー・ホラー・ミステリ・歴史もの・BLなど多岐にわたるが、特に少女を主人公とした恋愛ものが多くを占める。
特にリアル系ケータイ小説では悲劇的な出来事が矢継ぎ早に主人公の少女に襲い掛かるものが多い。その悲劇的な出来事として、ゲームクリエイターの米光一成は「いじめ、裏切り、レイプ（輪姦）、妊娠、流産、薬物、病気、恋人の死、自殺未遂、リストカット」を挙げている。本田透は、リアル系ケータイ小説でしばしば題材として描かれる売春（援助交際）・レイプ・妊娠・薬物・不治の病（エイズや癌）・自殺・真実の愛の7つを「ケータイ小説七つの大罪」と呼んでいる。実際、ケータイ小説がヒットするきっかけとなった『Deep Love』では、これらの大罪全てが描かれている。「七つの大罪」について、ライターの速水健朗はこれら大罪の中に明らかにDV（デートDV）が漏れていると指摘し、援助交際・妊娠・薬物・不治の病よりもDVのほうがケータイ小説には頻繁に登場しており、例えば『恋空』や『赤い糸』の主人公と恋人の間の関係にデートDVの構造が見て取れると述べている。エッセイストの杉浦由美子もケータイ小説・少女漫画などのギャル層が好むコンテンツにDV描写が多いことを指摘している。書評家の豊崎由美はケータイ小説における『1年間ほどにおける一人称語りのヒロインの恋愛、失恋、性交、妊娠、レイプ、DV、中絶、自殺未遂（リストカット）、不治の病、動物、死』という詰め込み展開のパターンをコンデンスライフ（濃縮人生）と批判的に呼んでいる。社会学者の大澤真幸は、ケータイ小説における羅列的に連続する悲劇を、これが現実なんだとリアルさを実感させるものという意味で「現実」と表現し、従来の「現実から逃げる」という形での現実逃避ではなく「想像された「現実」へ逃げる」という形での新しい現実逃避が起こっているのだとみている。また、これらの悲劇は哲学者のカトリーヌ・マラブーが提唱した「新しい傷」に相当するものともいえると指摘し、物語的想像力を失った現代を象徴する現象の1つとみている。現代社会の負の側面を映し出すような壮絶な事件の連続の最後にはヒロインが真実の愛に目覚めて救済されることによって物語を終えることが多く、ケータイ小説は映画『世界の中心で、愛をさけぶ』や韓国ドラマ『冬のソナタ』のヒットに代表される「純愛ブーム」のひとつ（純愛小説）であるとも考えられる。また、いじめがテーマの1つになるのは筆者が学校に属する者かそういう生活を体験したからが多いとみられ、取り入れやすいからである。
また、レイプや援助交際のような性的描写がケータイ小説の特徴としてよく挙げられるが、ケータイ小説七つの大罪が混ざった作品は初期の頃に多く、性的描写の占める割合はケータイ小説全体では下がっている。その背景には、ケータイ小説書籍の購入層には実際に小説を読む中高生の母親が多く含まれており、過激な性描写を多くするとそういった層へのイメージが悪くなることもあると考えられる。ケータイ小説の中には、ケータイ世代の読者に避妊や性感染症の正しい知識を身につけてもらうための、産婦人科医が執筆した「教育的」な作品も存在する。強姦や妊娠などが描写される背景として、ヒットした当時の若者の性関係の実態を反映したものであると指摘されることもある。
このほか、文学研究者の石原千秋は、リアル系ケータイ小説においてレイプされた女性が自分を「汚れている」と感じることや、男性が女性に愛の告白をすることが重要な意味を持つなどの特徴の大枠をホモソーシャルの構図で説明できるとしている。
福嶋亮大は、ケータイ小説全般において「負債と償却のサイクル」（起こった出来事やしたことのツケを支払わなければならないということ）をモチーフとした作品が多いと述べており、その例として『呪い遊び』『イン ザ クローゼット 〜blog中毒〜』『恋空』を挙げている。
泉子・K・メイナードはケータイ小説を物語というよりも私語りであり、それは一人称の語り手と作中に登場する主人公が同一だと思われやすいように示され、語り手の周囲で起きた出来事を読者を考えて告白、伝えるという姿勢である大衆文芸の一種と捉え、私からみた恋愛対象を中心とした周辺のユニバースで私の感情をメインとして行われる私語りはケータイ小説ならではの文芸を成立させているとし、似た考えとして中西新太郎が提唱する「マイ・ストーリー」を用いて、ケータイ小説のように自分の感情メインに語られる告白タイプの作品で相手の恋愛感情や離れた見方をすることがあまりなく、交際経緯の詳細は明かされず、自らの感情を吐き出し続けるというのである。
ケータイ小説論はコミュニケーションの問題と切り離せないものとしばしば指摘され、ケータイ小説の作品内でも物語のプロットを進行させるアイテムとして携帯電話を中心にブログ・手紙など様々なコミュニケーションツールが用いられている（速水健朗は、リアル系ケータイ小説全般においては『赤い糸』での絵馬・『恋空』での闘病ノートといった旧来的なメディアが重要な鍵として扱われていることが多いことを指摘している）。泉子・K・メイナードは手紙は私視点で個人の言説で私語りをすることができ、一人称告白タイプのケータイ小説には使い勝手がよく、ケータイ小説では表現しにくい深い心情を手紙に委ね、ケータイ小説のスタイルから離れて深くゆったりとした感情表現が可能となるとみている。現代の若者が（特に携帯電話のメールを通じて）行うコミュニケーションは、情報の意味内容の交換というより相手とつながること自体を目的とした形式的・接続志向のものであると論じられるが、ケータイ小説の内部で登場人物たちが交わすコミュニケーションの様式もこれにあてはまったものとなっている。そして批評家の濱野智史は、『恋空』を例にとって、そこには通常のストーリーの水準のリアリズムではなく、登場人物が行う形式的な携帯電話の操作ログの集積という形でのリアリズムが存在すると述べている。
ブームが既に去った2017年時点では上記のDV、性犯罪や死がよくある要素ではなくなり主流の1つとして「暴走族と姫」が挙げられ、女子中高生の家庭や学校に居場所のないヒロイン、関東や全国ナンバーワン暴走族で族幹部はみんなイケメンで熱狂的ファンもいる町のアイドルのような存在でリーダーの彼女となって姫と呼ばれ、彼から溺愛され他のメンバーからは奉仕を受ける存在だという逆ハーレムタイプが2009年頃から大きく増え、実話告白タイプより妄想全開のシンデレラストーリータイプの方が支持を受けやすくなり、姫ジャンルの誕生は2009年頃に暴走族総長の彼女を姫と呼ぶユウの『ワイルドビースト』が魔法のiらんどで大ヒットして書籍化されたことがきっかけであるとみられている。第二次ブームの頃にはギャルやリア充に好まれるヤンキー文化だがオタクが好きなライトノベルとは水と油だとされ、ライトノベル読者から敵視される向きもあったが、2010年代中頃には一部が合流、同年代以降のケータイ小説はヤンキー文化ではなく『ワイルドビースト』から確立された現実の不良や暴走族と大きく隔たりのある逆ハーレムや溺愛を作り上げるお約束の世界であってギャルやヤンキーが好むものではなくなっている。
溺愛志向は女性向け作品、孤立したヒロインと世間で通用する力を持ったヒーローはお嬢様モノの童話のように昔からよくあるパターンだがケータイ小説では童話のような中世西洋ファンタジー設定はない日本舞台では難しいようにも思われるがそうではなく、通常の少女小説や少女漫画では矛盾や説明不足の指摘を受けるがそれが起きづらいのが本ジャンルで、具体性を排除した描写の強みである。ブーム当時に「ギャルが自分たちのための物語を紡ぎ始めた」ジャンルと言われたがギャル文化の変化があってもケータイ小説は残り続け、他の女性向けコンテンツから弾かれたのはギャルという自己表現ではなくそれに付随すると周りから思われ、清らかではないとの一種のタグであり、溺愛志向になってからも清らかではない少女を救うことで方向性は受け継がれた。
小池未樹はブームが去って以降は切ない実話タイプでは全く受けず、魔法のiらんどや野いちごに『恋空』『赤い糸』のような作品は皆無でヒロインが男を乗り換えたりレイプや流産、最愛の相手との死別のような波乱万丈ストーリーがアピールされることはまずなく、溺愛されて悲惨な実話と謳わず非現実的な上に激甘なフィクションの方がずっと受けているが、七つの大罪と呼ばれた要素が消えたわけではなく甘さや幸福も確保しつつ虐待や売春、重いいじめなどエグさを詰め込んでいる作品は多く、薬物や不治の病はあまりにも未来に禍根を残し過ぎる溺愛を妨げるため排除され、死などの本格的な悲劇はなくなるも大罪は残ったとしている。本田の提唱する七つの大罪のうち自殺は自殺未遂を含み、真実の愛はヒロインによる自己完結的な愛の誓いと言い換えた方が本田が言うニュアンスとして正確かもしれないとする。七つの大罪と誰主体かを問わず罪としていることに対して、それはヒロインの罪の意識と一緒にある苦難、罰であり、好きでもない男性とのセックスやレイプのように穢された、汚いと感じるヒロイン、性体験なしに罰のみを受ける場合も自己肯定感が低く、ともに自分は価値はなく汚い（罪深い）からどんな目（罰）にあっても仕方がないと甘受、そこに救いの手、絶対的な愛を受けて初めて自己肯定感を回復する。自己肯定感の低いヒロインがヒーローに愛されて自己肯定するようになるのも女性向け作品にはよくある展開だが、普通のその手の作品では「世界一好きな人と適切なタイミングで行う清らかなセックス」が許され、少女漫画で通常は避ける自分の居場所のための売春や権力を持つ者からのレイプ、セックスフレンドとの虚しい性行為、ヒロインが自分が穢れていると決定的に思い込むことを描写、ケータイ小説が官能小説に変化しなかったのは若い女性向けながら単なる性描写ではない「脅かされる性」が描かれ、罪と罰の繰り返しを断たせるヒーローの存在で、それを描ける少女向けジャンルはボーイズラブと二次創作のような脅かされた性をかなりねじって表現されるもの以外はほとんどなく、他の作品にはない救済を求めた女性が癒されるためにケータイ小説に集まってきた。罪と罰の意識があるヒロインが救済されていることで七つの大罪は消えず、本田は不幸を乗り越えて真実の愛を見つければ全ての不幸がキャンセルされて幸福になる信仰なのがケータイ小説だとしていることについて、どれだけ汚れても真実もの愛を見つければ救われる希望が本ジャンルをそうたらしめるのが根幹にあるが大きな危うさもあり、王子様がいないとヒロインが絶対に救われない、真実の愛を得ないと汚れた少女は救われない絶望で、少女の無力さは変化せず、脅威に抗う社会的な力を持たないままなのは本当に救済なのかと言い、創作として楽しむ視点もあるとしつつ、力を持った男性に支配される志向性がむき出しになっている点に現実社会の規範の再生産の面を感じている。
作風の変化は野いちごのように子供にリーチすることを考えてサイトのブランド価値を毀損する性描写を禁止していることや飯田一史は若者の性行動への関心が減退、親などへの反抗心も薄らぎ若年層のクリーン化で性、暴力描写がソフトになったと指摘、好まれる男性像が2015-2016年頃から強引な俺様系からクールや無気力系のようだがヒロインには一途なタイプに変化、ヒロインを大切にしないと読者にうけなくなっている。ハッピーエンド徹底のために両想いになった後に男性視点の描写を短く入れて多くの場合は出会ったときから主人公のことが好きだったとわかるようになっているパターンも確立された。ケータイ小説家の映画館は恋愛に淡泊な人が増えたとする論調には疑問で自分の作品の読者からして激しめの関係を求めている人はむしろ増えているのではないかと考え、小池未樹はそういう人が不良でイケメンな男が自分を愛してくれる展開を好んでおり、ダークな設定を受け入れる土壌のある映画館の活動する魔法のiらんどにはそのニーズに合った作品が多いとしている。
2015年時点で岡田伸一はかつてよくあった風俗嬢の日記のような職業系エッセイが少なくなり、過去の作家が低かったわけではないが作家の平均点が向上して80から100点以上を出せる人が増えたとしている。

### 執筆過程での特徴
ケータイ小説が執筆される過程には、双方向性という特徴がある。すなわち、携帯電話用の小説投稿サイト上での連載中に、読者から作家へ感想などが届き、それに対して作家がその後の物語の展開を変えるなどの反応をするといったふうに、作家と読者の間に直接的な交流が生まれる。このことは、後述するケータイ小説の持つ「リアル」「リアリティ」といった問題とも深く関わっている。
読者から直接的に反応を受け取ることができるということが作家にとって執筆の強い動機付けとなる反面、人気ランキングで上位に入る小説を連載していたにもかかわらず、内容に読者からの批判が集まったことがきっかけで執筆を途中で断念してしまうようなケースもある。ジャーナリストの佐々木俊尚は、ケータイ小説の執筆過程における双方向性をふまえると、ケータイ小説家の役割とは若い女性の間での無意識を集合知としてすくい上げてメディア化することだと述べている。内藤みかはポエムから始まる作品が多数ありそれを否定するわけではないがテーマを冒頭のポエムで表現しようと力を入れ過ぎてそこで疲れ切って書き始めたところで更新が止まる人も多いとしている。
ケータイ小説以外で、ネット上での書き手・読み手の相互作用により作品が成立した例としては、2004年に書籍化された『電車男』がある（このような作品はユーザー生成コンテンツといわれる）。ただし、『電車男』は実際の掲示板上での書き込みを出版社側が適当に取捨選択し編集して感動的な純愛物語に仕立て上げたのに対し、ケータイ小説は書籍化される際も元のテイストをなるべく維持するように配慮されている点が異なる。

## リアル・リアリティ
ケータイ小説を語る上で、「リアル」「リアリティ」といった言葉が頻繁に用いられている。
前述のようにリアル系ケータイ小説の内容は主人公の女性に不幸な出来事が連続的に降りかかるものが多く、一般的な大人の感覚からすれば非現実的な「リアリティの無い話」のように感じられるが、読者からはケータイ小説の魅力は実話をベースとした「リアルに見える」話であることだとされている。つまり、ケータイ小説は一部の読者層にのみ共有されるような「限定的なリアル」によって成り立っているのだと説明されることもある。
速水健朗は、ケータイ小説における「リアル」について、それは単に「実話である」と謳うか謳わないかというだけのことであるとしている。実際、例えば『Deep Love』の著者のYoshiは、作品の一部を読者からもらったメールを元に構成したとしており、『恋空』や『赤い糸』・『天使がくれたもの』でも「フィクションである」という断りをいれながらもそれぞれ「実話を元にした」「本当の話でもある」「わたしの体験談である」ような物語であるとされている（『恋空』や『赤い糸』の主人公の名前はそれぞれ美嘉・芽衣であるが、作者のペンネームはそれと同じ美嘉・メイとなっている）。そのため、そういったケータイ小説は私小説（作者の実体験を題材とする小説）であると考えることもできるが、私小説は作者の実体験がモデルであったとしても作者と主人公は別の視点に切り離されて読まれるという前提があるのに対し、ケータイ小説では前述のように作者名と同一の名前の主人公が設定されていることがあり、私小説とも異なる印象を与える面がある。『恋空』のように、事実であるとうたわれているにもかかわらず作品中に不合理な点があるとして、その真実性を疑問視されて批判が行われることもあり、これも従来の小説では考えられないことである。泉子・K・メイナードは私語りは私小説と異なり、語る側の自由さがある方法で各登場人物の視点でリレーして語ることもでき、それは決まった視点の私小説ではなく、自由さにより声の重複が可能で複数のキャラ的特性を覆い、ケータイ小説は新たな私的小説、一人称小説だとしている。またケータイ小説は私小説のような強烈な作家性もない。
ケータイ小説が「実話をベースにした作品」と称して発表されることが多い背景には、魔法のiらんどなどの携帯用ホームページ作成サイトには日記投稿機能と小説投稿機能の両方があり、ブログの延長として小説をかくという面があると考えられる。多くのケータイ小説家は同様にはじめは小説を書くというより自分の体験を日記に書き留めていくような感覚で執筆したと述べている。
児童文学評論家の赤木かん子によると、ケータイ小説が誕生し受け入れられていった背景として、1990年代末の「リアル系」というジャンルが挙げられるという。これは井上路望の『十七歳』などをきっかけとして生まれた、10代の作者が半生をつづったノンフィクション作品である。また、1990年代後半以降には、飯島愛の『プラトニック・セックス』や大平光代の『だから、あなたも生きぬいて』のように、十代の頃の過酷な生い立ちを大人が振り返って告白する自伝がベストセラーとなっており、ケータイ小説と似たような傾向が見られる。
米光一成は、リアル系ケータイ小説が少女に「リアル」と受け止められる理由を次のように説明している。それによると、リアル系ケータイ小説の内容・文体の特徴の多くは例えば1966年創刊の雑誌『小説ジュニア』などに掲載されていた少女向け小説ですでに見られるものであり、リアル系ケータイ小説にみられる「（内容・文体ともに）社会的に正しくない」という特徴以外は新しいものではない。当時の少女向け小説は「大人（主に男性）が書く→大人が修正する→少女に届く」という構図であったが、これが女性作家の登場によって「少女に近い人が書く→大人が修正する→少女に届く」という構図に変化し、さらにケータイ小説の登場によって大人が修正するという過程が無くなり、「少女が書く→直接少女に届く」という構図になった。これによって従来では修正されていた「社会的に正しくない」ような内容や文体を、大人が押し付ける社会的な正しさが排除されたことによって、少女たちにとっての「リアルさ」が確立されたのだという。
飯田一史は『小説ジュニア』や後述の『ティーンズロード』よりもずっと前の大正時代に性や犯罪など実話を告白するものが多かった読者投稿欄、噂や覗き見的な好奇心で誘引するとある人物の実話からきているとされるモデル小説を掲載する雑誌は存在しており、大塚英志の言う明治30年代以降の投稿雑誌が「文章を書く読者」を生み出し、時代が変わろうとも再びその傾向が起きているとの指摘をしている。
不良、暴走族ものについては街を守る自警団のようで犯罪行為はほとんどせず、暴走族とは名ばかりの暴走どころかバイクなどに乗らない作品もあり、筆者は実際に不良がバイクに乗っているのを見たわけではなく、族メンバーにハッキング担当がいることもあるため「空想ヤンキーもの」とされることも多い。彼らはヤンキーではなく暴走族の総長で筆者や読者にとってリアルな存在ではなく空想で作り上げる非日常の存在になっている。

## 郊外文化としてのケータイ小説
幅広い年齢層に支持されるベストセラー作家の本が主に都心で消費されるのと対照的に、リアル系ケータイ小説は地方都市や郊外を中心に消費されている。
速水健朗は、取材の結果、都市型の大型書店ではケータイ小説専門の棚を設けているケースは少なかったが、郊外の大型ショッピングセンターではそういった棚を設けていることが多く、そこがケータイ小説市場を支える本丸であるとしている。そして、ケータイ小説のヒットの背景として、1980年代から1990年代にかけての書店の郊外化（出版業界における三浦展のいう「ファスト風土化」）があるとしている。
ケータイ小説の物語の中でも、（渋谷を舞台とした『Deep Love』のような例外はあるが）多くの場合作品舞台は東京ではなく地方都市に設定されており、進学や就職の際に上京するという選択肢がないことが多い。
ケータイ小説が地方で売れる理由として、杉浦由美子は3つの理由を挙げている。1つは後述するように携帯電話を持っていない中学生の層が地方に多いこと、そしてあとの2つは「出版社が文芸書を首都圏に大量供給し、売れ残りを地方に送るという流通システム」と「地方のほうが恋愛信仰が根強いこと」であるとしている。
泉子・K・メイナードは原田曜平が提唱する「新村社会」という言葉を用いて、それはケータイ文化の中の若者は地方で暮らすことを甘受することが多く、地域を共有する者たちの中で安定志向になり、人間関係を成すことで、メイナードはケータイだけで得られる新しい村に属する意識が人気の理由になっていると考えている。
2000年代当時、中高生があまり利用することのなかったAmazonなどのネット書店ではケータイ小説書籍はあまり売れない傾向があった。むしろ、Amazonのサイト上では、ベストセラーケータイ小説の『恋空』のページのカスタマーレビュー欄に、2ちゃんねるから誘導されたと思われるユーザーによる批判のレビューが殺到して炎上するという事態も発生している。
2005、6年頃に首都圏の女子中学高校生の間でメールなどで方言を使う流れがみられことからケータイ小説にも方言が使われていた。作中の舞台となっているのは歌舞伎町のような繁華街が登場することなどから関東地方だとみられるが筆者はきちんと知っているわけではない「空想関東」であり、書き手が地方出身者が多いためであるとされる。

## 著名人の意見

### ケータイ小説は文学か
「ケータイ小説は文学か」といったことが議論の対象となることがある。
石原千秋は、そもそも「文学とはなにか」の定義が困難である以上、ケータイ小説が文学か否かという議論はほぼ無意味であるとした上で、「文学として社会に認められているか」という点については、出版業界から文学として扱われてはいるものの、（2008年時点で）まだ社会から認められたとはいいがたい状況だと述べている。
本田透は、ケータイ小説は大衆小説であって制度側・権威側という意味での「文学」とは明確に異なるという意味で、「ケータイ小説は文学ではない」と述べている。
「魔法のiらんど」編成部長の草野亜紀夫は、ケータイ小説が文学といえるかどうかはわからないとしながらも、ケータイ小説を生み出した世代は携帯電話をコミュニケーションツールとして使いこなしており、そういったコミュニケーションも文学の形としてありえるのではないかと述べている。
泉子・K・メイナードは文学文芸をエリートが決めるのではなく、ある年齢層や人にわかるものかそうでないかや文学かどうかといったことはあまり重要ではなく、ケータイ小説の言説を観察分析考察せずに文学論から自説を繰り広げることはあまり意味があるとは思えず、ケータイ小説に自由で新しい文芸の可能性を期待した。

### ヒットの理由・背景
ケータイ小説がヒットした理由を、本田透は次のように分析している。いわゆる「大きな物語」（社会全体に共有される価値観）が凋落し、“失われた20年”の始まり、地域格差進行によって、地方都市の少女は自力で「自分の物語」を確保せざるをえなくなり、「自分の物語」を欲するようになった。しかし、例えばテレビドラマなどの多くが東京を舞台としており、地方都市の少女は自分が共感できるような物語を既存の文学の中からは得られなかった。そこへだれもが簡単に「自分の物語」を発表したりそこにアクセスしたりできる携帯電話というツールが登場したことによって、需要と供給が一致し、ケータイ小説の市場が成立したのだという（ケータイ小説は前述のように主に地方都市で消費されている）。
泉子・K・メイナードは大きな物語の衰退の中で小さな物語として誕生したのがケータイ小説で、純文学とは次元の距離があり、権威的な文学とも距離のある文芸として読まれ、ポストモダンの中がゆえに反響を呼んだ。メイナードは浅野智彦が自己物語論について語った中での「心の中のおしゃべり」を用いてそれがケータイ小説で発表されたもので、自己物語の特徴である視点の二重性、出来事の時間的構造化、他者への志向があり、1つ目は主人公と筆者の名前が一致しているため一つの視点のようだが小説であるため複数視点が存在、2つ目は七つの大罪のような出来事を選び並べること、3つ目はケータイ小説は私語りだが独りよがりではなく読者に受け入れてもらえるように相手の視点を受け入れて話かけ、筆者と語る私は同一と別人が同時存在し、変化も起こり、筆者はそこに救いを求めてその行いによってアイデンティティを求め、自分の物語を発表していると考えている。ケータイ小説に共感するものはそれを読んで繋がる者たちはグループセラピーのようなコミュニティを形作り、その中で支え合い、グループ意識は薄いとしてもケータイ小説世界でそれを通じて筆者と強い繋がりを感じている見ており、読者は受験勉強にいそしむのではなく日常を楽しみ、友情や恋愛を大切にする人で、固有名詞や情景描写の薄さによってケータイ小説の恋のテーマを自分の生活に当てはめられ、共感を得る。またケータイ小説を読むことで読者と筆者の間にインティメイト・ストレンジャー（親しい他人）、会ったことはないが擬似的な友情が生まれ心の支えとなるとしている。
評論家の宇野常寛は、ケータイ小説の発生の背景には明治政府の定めた国語に依存する「文体」という大きな物語の失効があるという。それによって純文学は衰退し、文体の代わりにキャラクターの肥大化によって強度を獲得したものがライトノベルであり、プロットの肥大化によって強度を獲得したのがケータイ小説だと考えられる。
批評家の東浩紀は、ケータイ小説のヒットはライトノベルのそれと同様に「新たな読者層の発見」にすぎないとしている。1990年代にはオタクは本を読まないと出版業界でささやかれていたにもかかわらずライトノベルのヒットによりそうではないとわかったように、ケータイ小説の主な読者層（広義のヤンキー層）はそれまではあまり小説を書いたり読んだりしないと考えられていたが、携帯電話という技術改革によって条件が揃ったことによりそういった層が文学の新しい市場として再発見されたのだという。
社会学者の宮台真司は、『恋空』などのケータイ小説がヒットした背景には、若い女性の間で人間関係に対する「願望水準」が低下し、濃密な人間関係が描かれた従来の文学作品には共感できなくなってしまったことがあると指摘し、かけがえのない関係性が描かれず登場人物が交換可能な記号としてしか扱われていないケータイ小説を批判している。
小説家・劇作家の筒井康隆はケータイ小説・オンライン小説（小説投稿サイト発）が生まれた背景には読み手が書き手の才能を見抜けなくなっている実際があるとしている。「表面的に似ていても本質的にレベルの違う作品の区別がつけられず、自分でも簡単に書けると思って（錯覚して）しまった。だからオンライン小説・ケータイ小説が生まれた」と発言している。また、背景を考えれば当然の流れだとも発言している。

### その他
コラムニストの中森明夫は、ケータイ小説をファーストフードに喩えて、ここから新しい文学は生まれず、少女たちに消費されるだけのものとした。
瀬戸内寂聴は、自身が名誉実行委員長を務めた第3回日本ケータイ小説大賞授賞式にて、同委員長を務めるに当たって「ケータイ小説は日本の文学を悪くすると言われていますが、読まれているのには理由があるはず。なぜ読まれるのか知りたくて書いてみた」と語り、自ら筆名「ぱーぷる」で『あしたの虹』を野いちごにて連載したことを明らかにした。ただ、瀬戸内は単行本刊行に際しての会見で2作目の執筆をするか聞かれて「もう嫌! こんなに手間ひまかけて無理にやらなくても、自分の小説書いたほうが楽ですよ。もう結構」と本心を明かしている。
石原千秋は、ケータイ小説にジャンルとして一定の強度があると認めながらも、リアル系ケータイ小説はどの作品も最終的には「真実の愛」を見出して結末を迎えるというところに弱さがあり、大人から与えられた道徳という枠組みの中でしか描いていないため新しい物語をつくりだしてはいないとしている。
小説家の平野啓一郎は、ケータイ小説の文体を「一行ごとのテンポ感は、小説というより、マンガの一コマを思わせるところがある。（中略）いずれにせよ、何らかの形で文壇にデビューした作家が、編集作業を経て本を出版するシステムでは流通し得なかった文体であり、面食らった否定的な意見が多く聞かれたが、この文体だからこそ成功したコミュニケーション空間が、今の社会には存在するという事実は誰にも否定できないだろう」と述べている。
映画プロデューサーの角川春樹は文学と映画は連動していると考えているが、映画の質の低下は文学の世界を見ても分かるという。「純文学はほとんど読まれなくなって、売れるのは『いま、会いにゆきます』『電車男』やケータイ小説のような「これが小説なのか」と思ってしまうものばかりだ」と発言している。
高橋源一郎は、近代とは「自他の区別」を重視する世界であり、近代の小説がこの枠組みの中で書かれてきたのであるとした上で、その「自他の区別」の消滅への願望が特徴的に見られるのがケータイ小説であり、そこでは「『作者』を、他の存在から区別して見出すことができない」と評した。

## 若年層の教育への影響
本を読まない・読んだことの少ない世代（主に中高生）にとっては手を出し易く、支持を受けることが多いとされる。また、ケータイ小説を読むことから発展し、活字離れを防いで文章を読ませたり文芸への興味を湧かせたりすることを期待されているふしがある。学校教育の場では、朝の授業前に読書の時間を設定している場合があり、そのときにケータイ小説の書籍版がしばしば持ち込まれている。2019年時点で朝読で横書きの小説を禁止にしている学校もあり、職員が昔のイメージで過激なものを読んで欲しくないと考えているためではないかとの指摘があり、飯田一史はブーム後の作品で過激さは一部に限られ、横書き禁止に至っては過剰だと批判している。
全国学校図書協議会の調査では、2007年の小中学生の一ヶ月の読書の量は調査を始めた1955年から過去最高に増加している。しかし女子中学生の読む本の上位10位のうち9点がケータイ小説であり、「ケータイ小説から卒業できない」との現場の教師からの声があるほか、ケータイ小説書籍を買う人がファッション雑誌の棚をみることはあっても一般の文芸書の棚には興味を示さないという書店員の声もある。
また、過激な内容にもかかわらずケータイ小説を図書館に入れたり教師が課題図書として指定することを疑問視されることもある。
日本近代文学を専門とする大橋崇行は2010年時点で、ケータイ小説は実話を元にした話として発表され読者もその前提で読む慣習ができていること（#リアル・リアリティの節を参照）などからそれはもはや「小説」とはいえないとし、ライトノベルを教材にすることはできてもケータイ小説を教材とすることはほぼ不可能であると述べている。

## メディアミックス

### 書籍化
2002年にYoshiの『Deep Loveアユの物語』がケータイ小説として初めて書籍化されスターツ出版から刊行、『Deep Love』シリーズは2007年2月の時点で計270万部の大ヒットとなった。2003年から2005年までは年に4点程度刊行されたが、2005年10月に刊行された『天使がくれたもの』の大ヒット以降、扱う出版社も増え、河出書房新社など純文学の賞を主催する出版社からも刊行されている。出版科学研究所の集計によると、2006年には22点、2007年には98点の新刊が刊行された。2007年には無名の新人でも初版が5万部から10万部が相場となった。
最初にケータイ小説を書籍化してヒットさせたスターツ出版は当時は小さな出版社にずきなかった。当初はもともとネット上で無料で読めてしまうケータイ小説を書籍化しても大ヒットにはならないだろう思われていたが、実際には前述のようにヒットとなった。
これについて、もともとネット上でその小説を愛読していた人が、あらためてファンアイテムとして書籍版も購入しているのだという見方がある一方、携帯電話を所持していないため携帯電話では読めない地方の女子中学生がケータイ小説書籍を買っているのだという見方もある。実際、ケータイ小説書籍は前述のように地方都市で主に売れており、主な購入層は女子中学生（またはその母親）である。また、携帯電話の所有率は都市部より地方の方が低いとされている。
ケータイ小説が書籍化される際には、横書きであることや空行が多いなどのケータイ小説特有の文体のテイストがなるべく維持されるように配慮されることが多く、過剰な余白を削減するなどの編集を行うとファンから苦情が寄せられることもあるとされる。東京大学情報理工学系研究科の田中久美子は、ケータイ小説において言語表現はその一部分でしかなく、例えばケータイ画面上での背景・フォントの色や種類などを含めた空間全体の表現の総体がケータイ小説であるとし、書籍化されて紙媒体となった時点でケータイ小説とは呼べないと述べている。吉田悟美一も同様に、ケータイ小説は「ケータイで読む」という行為が重要であり、書籍版ではケータイ小説とはいえないと述べている。こういった意見について石原千秋は、ケータイ小説を携帯電話上で読むのと書籍が読むのとでイメージが異なることを認めつつも、携帯電話で読むことを読者に強いるような原理主義を批判し、最初に発表されたときの形態に固執するならば文庫という出版形態まで否定することになると述べている。
文芸小説は実際に出してみないと売れるかどうかわからない面が大きいが、ケータイ小説の場合は書籍化する前に携帯サイト上での読者数の多さによってある程度売り上げが予測できるという面があるのも特徴であり、ブームの頃はケータイ小説を書籍化すればサイトアクセス数の1割程度の売り上げが期待できると考えられていた。しかし、2008年頃からは書籍の売り上げと閲覧数が比例しなくなってきている。
ファンアイテム的に購入されることもあって装丁はハードカバーでしっかりしたものが多いが、ブーム以降は（非リアル系のライトな作風のものを中心として）文庫本の形で販売されるケースも多くなっている。
2009年4月にスターツ出版がケータイ小説文庫を創刊してからは魔法のiらんど文庫とともにケータイ小説の書籍化は単行本から文庫になっていった。2010年代になるとスターツ出版ではあらすじで登場人物の気持ちがわからないのは好まれず読者の想像に任せるためにきちんとしたビジュアルを描いていなかったのをキャラ立ちしている作品の人気が出るようになったことで書籍化で表情まで描かれたイラストを使用、カバーでそれぞれの関係性がわかるようにする、帯にかつてより感情の高ぶりが事前にわかるような言葉を入れて読者に訴える装丁が行われている。
作品によっては漫画化されるものもある（『恋空』・『赤い糸』など）。批評家の更科修一郎は、ケータイ小説はプロットが純化されているだけに、適当な演出を与えて漫画化されることによって原作以上に面白い作品になりうると述べている

### 映像化
エピソードの羅列的なケータイ小説を映像化するのは難しいと考えられるが、『恋空』が2007年に映画化されて予想を上回るヒットを記録したことから、ケータイ小説は映像業界からも注目を集めた。ただし、ケータイ小説書籍では複数作品が記録的なヒットとなったのに対し、ケータイ小説を原作とする映画作品で大ヒットしたのは『恋空』1本のみであると指摘されることもある。
『恋空』のほかにも『Deep Love』『赤い糸』『天使の恋』など多くの作品が実写映画化・テレビドラマ化されている。
また、実写映画化は前述の通りよく行われていたが、2010年代後半から『カラダ探し』や『王様ゲーム』のようにアニメ化もされるようになった。

### ゲーム化
読書用のゲームとしてゲームソフト『みんなで読書 携帯小説ですぅ〜』がPlayStation Portable用とニンテンドーDS（こちらは『みんなで読書DS 携帯小説ですぅ〜』）用に2008年に発売されている。メディアミックスの一環としては『赤い糸』がニンテンドーDS用にマルチエンディングの『赤い糸 DS』『赤い糸 destiny DS』を発売している。ケータイ小説のゲームソフト化は少ない。しかし、これらコンシューマーゲーム以外に携帯電話でプレイできるモバイルゲームがいくつかある。2009年に『S彼氏上々』がプレーヤーの行動によってストーリーが分岐し、原作にはないエピソードなども用意される恋愛シミュレーションゲームを配信、2010年に『ワイルドビースト』が原作者の書き下ろしストーリーで登場人物のひとりとの恋愛シミュレーションゲームを配信（ネイティブアプリ）。ソーシャル恋愛シミュレーションゲームとして、2010年に『携帯彼氏2』がMobageとGREE、2011年に『わたし専属!』がGREEで、同年にソーシャルノベルゲームとして『天使の恋』がGREEとMobage、2012年に『GOGO♂イケメン5』がMobageにて利用可能だった（ソーシャルゲーム）。恋愛シミュレーションゲームとしては2013年に『家政婦さんっ!』でネイティブアプリのゲームが配信。恋愛色の少ない作品では、カードバトルを目的としたソーシャルゲーム化されており、『王様ゲーム』（2011年）、『サバンナゲーム』（2013年）といった作品で行われた。

## 日本国外での動向
2008年4月に『國文學』で発表された東京大学学際情報学府の金ヨニの論文によると、ネット上で連載・公開されるオンライン小説という文化は日本国外にも存在するが、携帯電話によって執筆・公開されその後も携帯電話用のコミュニティによって支えられる、というような日本発祥のケータイ小説に相当するジャンルは日本国外ではあまりみられないとされた。同論文では、当時日本と同様に携帯電話の普及率が高い韓国や台湾でも日本のケータイ小説に相当するジャンルが存在しないことから、携帯電話の普及率の問題だけでは日本のみでブームとなっている現象を説明できないとしている。そして、韓国では携帯電話というツールが「コミュニケーションの回路を開けるため」に使用されているのに対し、日本ではそれが「公共空間で自分の世界を創るため」に使用されている側面があり、それがケータイ小説の持つ「個人の内面化された世界」という小説の構造と一致していることが背景にあるのではないかと分析している。
なお、当時の韓国でも携帯電話IP接続サービスが行われていたが、インターネットカフェのほうが人気を得ており全く浸透していなかったとされる。
2010年時点で南場智子は日本独自の文化とされることが多いがアメリカのサービスで8パーセントが創作活動をしており、ニーズがあると言及している。
英語サイトとして2008年開設のTextNovel.comがあり、iPhoneアプリのeModeを使うと試用期間が終わると一部は有料になるがテキストの保存やお気に入りを他者と共有するなどが可能。
中国では『城外』という作品が同国初の連載SMS小説として知られる。
南アフリカ共和国では、2009年に『Kontax』というケータイ小説が流行し、若年層の識字率を向上させる効果が期待されるということがあった。

## ケータイ小説賞
2006年、日本国内で初めてのケータイ小説を対象とした文学賞として、「日本ケータイ小説大賞」が設立された。第1回は魔法のiらんど・スターツ出版・毎日新聞社の3社での主催であったが、2007年の第2回以降は魔法のiらんどが主催から外れ、独自に「魔法のiらんど大賞」を設立した。このほかのケータイ小説の賞としては、2007年の「モバゲー小説大賞」（モバゲータウン主催・講談社後援）、2007年〜2008年の「ポケスペケータイ小説大賞」（サイバープラス主催）、同じく2008年の「短編ケータイ文芸賞」（中経出版主催）、2008年からの「おりおん☆小説大賞」（ゴマブックス主催）などがある。2010年に設立された小説・コミック投稿コミュニティE★エブリスタでは毎月選考される「E★エブリスタ賞 E★エブリスタ小説大賞」以外に人気コンテンツの小説大賞応募枠が設けられている。2011年11月からは「E★エブリスタ 電子書籍大賞」が開催が行われ、6つのテーマ別部門が設置されている。ケータイ小説の多くの作品が書籍化に至った。

## ケータイ小説サイト
ケータイ小説は、以下のようなケータイ小説サイトやホームページ作成サービス・SNSのサイトのBOOK機能を使って執筆される（括弧内は運営会社名）。「しおり」機能が搭載されているサイトも多く、その機能を使えば何ページまで小説を読んだかを記録しておくことができる。BOOK機能は必ずしもケータイ小説の執筆に使われるとは限らず、他の目的（写真集の作成など）に用いられることもある（プロフィールを近況報告に用いるなど、ケータイサイトの機能が設計されたときの想定と違う目的で用いられるようになる現象はしばしばみられる）。ジャーナリストの下田博次によると、ゼロ年代初頭から台頭し始めたギャルサー（ギャルによるサークル）はサークルのホームページをケータイ小説サイト上に設置しているという。
利用者の男女別では、男性はモバゲータウン・女性は魔法のiらんどを使っている人が多い。2007年ぐらいまでケータイ小説のブーム以降、年少者のケータイサイトへのアクセスの制限が強まる傾向にあるため、ネット上ではなく書籍版を買う形での消費に移行する傾向がある。
- パピレス（パピレス）
- カオスストーリー 2
- Net-lavi
- 魔法のiらんど（魔法のiらんど）
- 野いちご（スターツ出版）
- おりおん☆（ゴマブックス・JPS）
- モバゲータウン（ディー・エヌ・エー）
- E★エブリスタ（エブリスタ）
- ポケクリ（フェイス・ワンダーワークス）
- フォレストノベル（ビジュアルワークス）
- Legimo（エクシング、2010年6月30日サービス終了[242]）
- comico（NHN comico）

## ケータイ小説家
ケータイ小説の作家のことをケータイ小説家という。ほとんどのライターがハンドルネームで、プロフィールはあまり公開されない。ケータイ小説家は、実話をもとにした作品を発表することが多いこともあり、あまりメディアに顔を出さない傾向にある。特にケータイ小説家の多くが苗字を欠いた名前だけのハンドルネームを使用しており、社会学者の土井隆義はこの理由について、ケータイ小説家は（従来の文学作品のように）社会に対して何らかの価値観や意義を提示しようとするのではなく、自身と近しい感性のひとだけを想定して作品を発信している意識の現われであると説明している。詳しいプロフィールも明かされないことで、作者の輪郭がはっきしていない謎として読者の心をつかみ、フィクションかノンフィクションか区別させにくく、よりストーリーに引き込まれるとの指摘もある。伊東おんせんは作中に登場している人物に迷惑がかかることを考えて顔出しをしない人が多いとしている。
小説家の清水義範は、ブログやウェブサイトなどネットでの創作活動を通して、小説家が現われることはないと考えている。そして「あの発表形式がお手軽に自己顕示欲を満たしてくれるから」、「うまく書いて感心させてやろうという意識には、結びつかず、私の書いていることに価値があるのだという意識に流れてしまう」と述べ、仮にベストセラーになる作品があっても、その著者が時の人になっても、小説雑誌から原稿依頼が舞い込むような本格的な小説家にはならないだろうし、本人もそれを望んでいるわけではないだろうと結論付けている。杉浦由美子も、そもそもケータイ小説家には作家になることを望んでいないものが多いとし、作家を生業とするつもりがなければ客観的には一発屋であってもかまわないし、携帯電話というメディアがあれば新しい書き手は供給され続けると述べている。前述（#リアル・リアリティ）したように体験記・日記のような感覚が執筆する例が初期には多かったが、時間の経過につれて小説家になることを志望して執筆を行う傾向も生まれている。

### 主なケータイ小説家
- エンドケイプ - 『イメクラの血液。』
- kagen - 『携帯彼氏』
- 金沢伸明 - 『王様ゲーム』
- 香乃子 - 『特等席はアナタの隣。』
- 黒井嵐輔- 『サバンナゲーム』『ブラックアウト』
- Saori - 『呪い遊び』シリーズ
- sin - 『天使の恋』
- タンジール（大鶴義丹） - 『チェンジ・ザ・ゲーム』
- chaco - 『天使がくれたもの』『みずたま』
- 椿ハナ - 『金魚倶楽部』
- ツムギ - 『泣き顔にKISS』
- 十和 - 『クリアネス』
- 内藤みか - 『いじわるペニス』
- ナナセ - 『片翼の瞳』
- ぱーぷる（瀬戸内寂聴） - 『あしたの虹』
- 藤原亜姫 - 『イン ザ クローゼット』シリーズ
- べあ姫 - 『Teddy bear』『過去で君が待っている。』
- 美嘉 - 『恋空』
- メイ - 『赤い糸』
- 百音 - 『永遠の夢』『永遠の願い』
- Yoshi - 『Deep Love』
- 凛 - 『もしもキミが。』
- 結衣 - 『恋愛約束』

## 関連する文化
少女小説
ケータイ小説が少女向けジャンルながら少女小説とは言われないこともあるが、違う点として1980年代から90年代の少女小説はエリート主義のようできちんと勉強、大学進学や留学したり筆者も高学歴で、ヒーロー像も同じで高度経済成長期の夢のようだったがケータイ小説は登場人物の通学先やヤンキー高校として知られることが珍しくなく、かつてのハイクラス的ドリームに若者が馴染みづらく、その人たちの夢やニーズを可視化させ、ヒロインはやや白けたりイジけたり、何も持っていないのも少女小説にはない要素である。
泉子・K・メイナードは少女小説には回想的モノローグや一人称語り手主人公メインの心のつぶやき、全体的に会話体文、行間の効果的活用、表現の繰り返し、リーダー記号、ト書きのような独立名詞句、主人公が自分の名を使って一人称語りが行われ、多いものとして改行、文の細分化、詩的な言い回しがあり、これはケータイ小説にもみられるものである。
ライトノベル
ライトノベルの作家でもある本田透は、ライトノベルとケータイ小説には「若年層に支持されている」「会話や擬音が多い」「字が少なく文が短い」などの共通点があるとしながらも（杉浦由美子は作者が顔を出さないことも共通点として指摘している）、両者は対極の位置にあるとも捉えられるとしている。例えば、ライトノベルはファンタジーの世界を舞台としその読者は虚構と現実の区別をつけながらもその空想の世界を享受しているが、リアル系ケータイ小説はファンタジー性を排した実話テイストの物語であり、大人からすれば非現実的な展開の物語であっても読者はそこに現実を重ねて読んでいるという。
泉子・K・メイナードは読者層がライトノベルは中学高校から30-40代の男性でオタクである者だが、ケータイ小説はケータイの画面、それの書籍化したものを通して中学高校から30代までの女性であることや、ラノベはプロの作家によってマルチメディアにも市場を形作るがケータイ小説は小説をあまり読まず、執筆もしたことがなかった素人女性がケータイ小説サイトに投稿し、マルチメディア展開もあるが主流を占めないとしている。また、ラノベはキャラ中心で、ケータイ小説はセカイ系と対比してキャラを超える「ワタシ系」と呼び、自らの世界中心の告白タイプとし、作品内で使われる言葉もケータイを使って創作、消費されることで他とは違う特徴を持つことを挙げている。そしてラノベのように強烈な印象のキャラがいない。
宇野常寛は、ライトノベルがキャラクターを前面に押し出しているのに対し、ケータイ小説はプロットの純度を高めたものだと対比している。
佐々木俊尚の場合は、ライトノベルはやはりキャラクター小説であり、ケータイ小説は物語もキャラクターも退化しているが、日常の会話ややりとりなどの細部のリアリティを追求したものだと説明している。
社会学者の中西新太郎は、「ベタな展開」をなるべく回避しようとするのがライトノベルであり、逆に「ベタな展開」を多く含むのがケータイ小説だと対比する。
なお、リアル系ケータイ小説のブーム以降は、ライトノベル的な設定のケータイ小説も増えており、ライトノベルの携帯配信の動きから、境界線は曖昧になっている。
J-POPの歌詞
作家の中村航は、ケータイ小説は既存の文学の代わりというよりJ-POPの代わりのような形で消費されていると述べている。
速水健朗はリアル系ケータイ小説の文体の特徴のうち「回想的モノローグ」「固有名詞の欠如」「情景描写の欠如」の3つについて、これらはケータイ小説と同じく女子中高生から支持されている歌手である浜崎あゆみの歌詞の特徴と共通していると分析し、また多くのケータイ小説が持つ「トラウマ回復」というモチーフ自体が、浜崎あゆみ自身の持つキャラクターと重なるとしている。『赤い糸』・『Teddy bear』・『MARIA』のように、タイトルが浜崎あゆみからの引用であるものもある。
社会学者の鈴木謙介は、『赤い糸』にみられる「いろいろあって、いま」という独特な時間感覚は、ORANGE RANGEや湘南乃風の歌詞に通じるものがあるとしている。
少女漫画
ケータイ小説には、少女漫画的な世界観を持つものも多い。また、実話テイストのある悲劇的な展開という特徴がレディースコミックと類似するという指摘もある。ケータイ小説の文体の特徴として一文一文が短いことが挙げられるが、これは少女漫画におけるモノローグを書き出しているととらえることもできる。さらに、ケータイ小説における改行の多さから生まれる行間が、少女漫画における台詞と台詞との間に対応しているとみることもできる。
少女漫画の冒頭モノローグで物語が回想であることを示唆するのはケータイ小説が筆者の過去の告白するものが多かったことと通じ、他には内面を表す語りは私語り、会話調の心の声、フキダシの外に書かれる会話文は会話体分のケータイ小説と相違せず、登場人物の相槌があるのも対話性のある会話を強調するのもケータイ小説の場の再生と似たもので、また語りで予告するような文、行間が広い文もケータイ小説と共通し、そこで使われる言葉に影響を与えた可能性がある。
昔話・説話
ケータイ小説のスタイルは昔話・説話に近いという指摘がしばしばなされる。例えば昔話では「昔々、あるところにおじいさんとおばあさんが…」というように時間・空間・人格を具体的に明示しないことが多いが、これはケータイ小説における固有名詞がほとんど明示されないという文体上の特徴と符合する。
作家の池上永一は、ケータイ小説を小説ではなく都市伝説に近いものとし、小説として批判したり新しい文学だと持ち上げたりするのは間違っていると述べている。
本田透はリアル系ケータイ小説のことを「現代が生み出した宗教的な民間説話」であると分析しており、石原千秋はリアル系ケータイ小説に登場する、レイプされるなどしながらも男性遍歴を重ねていく少女のことを貴種流離譚における貴種のようなものだと述べている。
雑誌の投稿欄
鈴木謙介は、レイプや妊娠といったエピソードの多いリアル系ケータイ小説と雑誌『ポップティーン』の読者投稿欄のエピソードの告白の類似性を指摘しており、速水健朗も雑誌『ティーンズロード』におけるそれとの共通点を分析している。杉浦由美子も、月刊誌『ギャルズライフ』などの読者投稿欄の流れの先にケータイ小説があるとし、ケータイ小説書籍を若い世代に買い与える母親の年齢層は当時の『ギャルズライフ』の読者層に相当するとしている。
ハーレクイン・ロマンス
速水健朗は、ケータイ小説とハーレクイン・ロマンスの連続性を指摘している。それによると、携帯電話という新しいメディアやケータイ小説サイトというアーキテクチャが用意されたことによって素人が執筆するケータイ小説というジャンルが勃興したのと同様に、ハーレクイン・ロマンスは家庭用タイプライターが普及して小説執筆の障壁が下がったことによって誕生したものであり、どちらも新たなテクノロジーの登場によってこれまで作家になりえなかった層を執筆者として取り込むことによって成立した経緯が共通している。また、物語の結末については、ハッピーエンドで終わるのがお約束となっているハーレクイン・ロマンスに対して悲劇的な結末の多いケータイ小説という意味では対照的であるが、恋人の死によって永遠の愛を手にすることができると考えれば両者は同じことの裏返しであると考えられる。